# Francesca da Rimini; or, The Two Brothers
Francesca da Rimini; or, The Two Brothers è un cortometraggio muto del 1908 diretto da James Stuart Blackton, conosciuto anche con il nome Francesca di Rimini. Venne interpretato da William V. Ranous e Florence Turner. È stato l'esordio cinematografico di Edith Storey.
La storia era tratta dalla tragedia di Gabriele D'Annunzio e venne ripresa da Blackton nel 1910 in Francesca di Rimini, un remake interpretato sempre da Florence Turner.

## Produzione
Prodotto dalla Vitagraph.

## Distribuzione
Distribuito dalla Vitagraph, il film - un cortometraggio in una bobina - uscì nelle sale statunitensi l'8 febbraio 1908. Nelle proiezioni, veniva programmato con il sistema dello split reel, accorpato in un'unica bobina con un altro cortometraggio prodotto dalla Vitagraph, Galvanic Fluid; or, More Fun with Liquid Electricity.
Una copia del film esiste ancora.